# Polytaenium citrifolium
Polytaenium citrifolium là một loài dương xỉ trong họ Pteridaceae. Loài này được Schuettp. mô tả khoa học đầu tiên năm 2016.